# Luchthaven Trondheim Værnes
Luchthaven Trondheim Værnes (Noors: Trondheim Lufthavn, Værnes, IATA: TRD, ICAO: ENVA) is de internationale luchthaven van Trondheim, een stad en gemeente in de provincie Trøndelag. De luchthaven is gelegen in Værnes, een dorp in de gemeente Stjørdal, 19 kilometer ten oosten van Trondheim. De uitbating van de luchthaven is toegewezen aan het staatsbedrijf Avinor en deelt faciliteiten met Værnes Air Station van de Koninklijke Noorse luchtmacht. In 2014 had de luchthaven 4.416.681 passagiers en 60.934 vliegbewegingen, waardoor het de vierde drukste luchthaven in het land was. Terminal A dateert uit 1994 en wordt gebruikt voor binnenlands verkeer, terwijl de gerenoveerde B-terminal, die in 1982 gebouwd is, wordt gebruikt voor internationaal verkeer. De luchthaven beschikt over twee banen. De grootste, die wordt gebruikt voor lijnvluchten, loopt van oost naar west en heeft een lengte van 2999 meter. De kleinere, met een lengte van 1472 meter, is niet meer in gebruik voor starts en landingen.
De belangrijkste luchtvaartmaatschappijen die de luchthaven aandoen zijn Scandinavian Airlines (SAS), Norwegian Air Shuttle en Widerøe. De hoofdroute is die naar Oslo, verzorgd door zowel SAS als Norwegian. Deze route is de op negen na drukste in Europa. Beide luchtvaartmaatschappijen vliegen verder met een Boeing 737 naar Bergen, Bodø en Tromsø.
Værnes werd in gebruik genomen door de Koninklijke Noorse leger in 1887. De eerste vlucht werd gemaakt in 1914, de luchthaven met de daarbij behorende faciliteiten werd geleidelijk geïnstalleerd.